# Progesterone
Il progesterone (o 4-pregnen-3,20-dione) è uno steroide.
A temperatura ambiente si presenta come un solido bianco inodore.
È un ormone, il principale tra quelli noti come progestinici.

## Ruolo biologico
È un ormone sintetizzato dalle ovaie, dalla placenta e dal corpo luteo. Nella donna, viene secreto in quantità modesta dall'ovaio nella seconda metà del ciclo mestruale; dopo l'ovulazione, detta appunto fase luteale (luteinica) o progestinica, il corpo luteo ne produce quantità elevate. Da quel momento il progesterone esercita la sua azione principale, permettendo la creazione delle condizioni adatte alla fecondazione della cellula uovo e al suo annidamento nella mucosa uterina (endometrio), eventi che segnano l'inizio della gravidanza.
Esercita anche altre funzioni di minor rilievo, riguardanti l'apparato genitale femminile, quali modificazioni di struttura e di attività funzionale delle tube e delle ghiandole mammarie in vista di un possibile allattamento, ma ha anche un ruolo a livello del sistema nervoso centrale, delle ossa e del sistema cardiovascolare . Infine, durante la gravidanza, il progesterone viene prodotto in grosse quantità dalla placenta e, durante la stessa, impedisce che avvengano altre ovulazioni. Durante la gravidanza il progesterone è di fondamentale importanza perché garantisce la secrezione endometriale, inibisce le contrazioni del miometrio (lo strato muscolare liscio al di sotto della tonaca endometriale dell'utero) e soprattutto blocca la risposta immunitaria materna che porterebbe alla fagocitosi dell'embrione riconosciuto come corpo estraneo.